# Runnin' Off at Da Mouth
Runnin' Off at da Mouth è il primo album del rapper Twista, con il nome di Tung Twista, nel 1991 con etichetta Zoo Records.

## Tracce
1. Ratatattat – 3:42
2. Razzamatazz/Jazzamatazz – 3:24
3. No Peace Sign – 3:48
4. Nun ah Y'all Can Hang – 3:55
5. Mista Tung Twista – 4:08
6. Back 2 School – 3:37
7. One Down, 2 2 Go – 3:21
8. Frum da Tip of My Tongue – 3:01
9. Snap Happy – 3:49
10. Runnin' Off Da Mouth – 4:18
11. Say What – 4:02